# オデット・アナブル
オデット・アナブル（Odette Annable、1985年5月10日-）は、アメリカ合衆国の女優である。旧姓はユーストマン（Yustman）。

## 来歴
アメリカ合衆国・カリフォルニア州ロサンジェルス生まれ。母親はキューバ人、父親はイタリア人とフランス人のハーフ。スペイン語が堪能である。
カリフォルニアのウッドクレストクリスチャンハイスクールを卒業した後は大学で金融を学ぶ予定をしていたが、演技の道に進むことを決心した。
映画デビュー作品は1990年、子役としての『キンダガートン・コップ』。その後、テレビや映画に進出し『クローバーフィールド/HAKAISHA』では主役を演じている。その後『極秘指令 ドッグ×ドッグ』（2009）、『イン・ザ・ダークネス』（2010）、シガニー・ウィーバーらと共演した『You Again』（2010）などでいずれも主演している。2010年の『ビバリーヒルズ・チワワ2』では声優をつとめている。
最新作はトファー・グレイス、リチャード・ギアらと共演しているサスペンスアクション『顔のないスパイ』で、2012年2月に日本公開となった。
テレビでは、ジェニファー・ロペスがプロデューサーをつとめる『South Beach』（2006）、『名探偵モンク』（2006、ゲスト出演）、『ホームタウン 〜僕らの再会〜』（2007-2008）、『ブラザーズ&シスターズ』（2010-2011）、『バンシー』(2013-2015)などに出演。2011年の4月より、フォックス制作のコメディ『Breaking In』でメラニー役を演じている。
ウィーザーの「(If You're Wondering If I Want You To) I Want You To」のミュージックビデオにも出演している。
2011年8月10日よりラックスのCMに出演した。

## 私生活
2010年10月10日に、『ブラザーズ&シスターズ』で共演した俳優デイヴ・アナブルと結婚した。

## ノミネート・受賞歴
2008年に『クローバーフィールド/HAKAISHA』で「Teen Choice Award」のホラー・スリラー部門の「Teen Choice Awards for Choice Movie Actress」にノミネートされている。
2010年ハリウッド・スタイル・アワード受賞。

## 表紙を飾った雑誌
- Esquire（メキシコ版）
- OCEANDRIVE
- JEZEBEL ESPANOL
- 2MAGAZINE
- ARENA
- GENLUX

## 代表作品
| 映画         | 映画                                                           | 映画                      | 映画                                      |
| 公開年       | 邦題 原題                                                      | 役名                      | 備考                                      |
| ------------ | -------------------------------------------------------------- | ------------------------- | ----------------------------------------- |
| 1990         | キンダガートン・コップ Kindergarten Cop                        | ローザ                    |                                           |
| 1996         | Remembrance                                                    | Charlotte                 |                                           |
| 1996         | Dear God                                                       | Angela, Daughter          |                                           |
| 2006         | ホリデイ The Holiday                                           | Kissing Couple            |                                           |
| 2007         | w:Reckless Behavior: Caught on Tape                            | エマ・ノーマン            |                                           |
| 2007         | トランスフォーマー Transformers                                | Socialite Girl            |                                           |
| 2007         | ウォーク・ハード ロックへの階段 Walk Hard: The Dewey Cox Story | Reefer Girl               |                                           |
| 2008         | クローバーフィールド Cloverfield                               | ベス                      |                                           |
| 2009         | アンボーン The Unborn                                          | ケイシー・ベルドン        |                                           |
| 2009         | 極秘指令 ドッグ×ドッグ Operation: Endgame                      | 節制（コードネーム）      |                                           |
| 2010         | 愛しのカノジョはSEX中毒!? Group Sex                            | ヴァネッサ                |                                           |
| 2010         | イン・ザ・ダークネス And Soon the Darkness                     | エリー                    |                                           |
| 2010         | You Again                                                      | ジョアンナ                |                                           |
| 2011         | ビバリーヒルズ・チワワ2 Beverly Hills Chihuahua 2              | クロエ                    | 声の出演                                  |
| 2011         | 顔のないスパイ The Double                                      | ナタリー                  |                                           |
| テレビドラマ |                                                                |                           |                                           |
| 公開年       | 邦題 原題                                                      | 役名                      | 備考                                      |
| 2004         | Quintuplets                                                    | ケリー                    | 1エピソード                               |
| 2006         | South Beach                                                    | Arielle Casta             | レギュラー出演; 6エピソード               |
| 2006         | 名探偵モンク Monk                                              | コートニー                | ゲスト出演; 1エピソード                   |
| 2007-2008    | ホームタウン 〜僕らの再会〜 October Road                       | オーブレイ・ディアズ      | レギュラー出演; 19エピソード              |
| 2010-2011    | ブラザーズ&シスターズ Brothers & Sisters                       | アニー                    | 5エピソード                               |
| 2011-2012    | Breaking In                                                    | メラニー・ガルシア        | レギュラー出演; 12エピソード              |
| 2011-2012    | Dr.HOUSE House                                                 | ジェシカ・アダムス        | レギュラー出演                            |
| 2013-2015    | バンシー Banshee                                               | ノラ・ロングシャドウ      | リカーリング                              |
| 2017-2020    | スーパーガール Supergirl                                       | サマンサ・アリアス/レイン | 第3シーズンでレギュラー出演; 24エピソード |
| ビデオゲーム |                                                                |                           |                                           |
| 公開年       | 邦題 原題                                                      | 役名                      | 備考                                      |
| 2008         | w:Fallout 3                                                    | Amata Almodovar           | 声の出演                                  |

## 参照
1. ↑  Ángela González (2008年1月6日). “Odette Yustman, in the company of monsters in 'Cloverfield'”. New York: NY Daily News
2. ↑  Moreno Valley|PE.com|Southern California News|News for Inland Southern California[リンク切れ]
3. ↑  Buchanan, Kyle. The Verge: Odette Yustman, Movieline, August 30, 2010. Accessed September 24, 2010.
4. ↑  Michael J. Lee (2010年8月27日). “Marine Biology, Beating Up Blonde Girls, and That Tomb Raider Rumor We're Trying to Start: An Exclusive Interview with Odette Yustman”. RadioFree.com 2010年9月24日閲覧。
5. ↑  ラックスのCMにオデット・アナブルを起用 - ユニリーバ・ジャパン
6. ↑  Julie Jordan (2010年10月11日). “Dave Annable and Odette Yustman Wed”. People Magazine.   Time, Inc.. 2010年10月11日閲覧。